# أندرو نبوط
أندرو نبوط (بالإنجليزية: Andrew Nabbout)‏ هو لاعب كرة قدم أسترالي من أصل لبناني في مركز الهجوم ولد في يوم 17 ديسمبر 1992 في مدينة ملبورن في أستراليا، يلعب حالياً مع نادي أوراوا رد دايموندز في اليابان وسبق له اللعب مع سنشاين جورج كروس وهايدلبيرغ يونايتد ومورلاند زيبراس وملبورن فيكتوري ونيجيري سيمبيلان في ماليزيا ونيوكاسل يونايتد جتس، في سنة 2018 بدأ باللعب مع منتخب أستراليا لكرة القدم وأختير في التشكيلة الأساسية للمنتخب في بطولة كأس العالم 2018 في روسيا.

## روابط خارجية
- أندرو نبوط على موقع رابطة كرة القدم اليابانية للمحترفين (اليابانية)
- أندرو نبوط على موقع قاعدة بيانات كرة القدم.إي يو (الإنجليزية)
- أندرو نبوط على موقع ناشيونال فوتبول تيمز (الإنجليزية)
- أندرو نبوط على موقع Soccerway.com (الإنجليزية)
- أندرو نبوط على موقع عالم كرة القدم.نت (الإنجليزية)